# جون رونالد براون
جون رونالد براون (بالإنجليزية: John Ronald Brown)‏ هو جراح وطبيب أمريكي، ولد في 14 يوليو 1922، وتوفي في 16 مايو 2010.